# 12680 Богданович
12680 Богданович (12680 Bogdanovich) — астероїд головного поясу, відкритий 6 травня 1981 року.
Тіссеранів параметр щодо Юпітера — 3,666.